# 石原義彦
石原義彦（いしはら よしひこ）は日本の実業家。青山学院大学卒業。
1990年に日興証券入社。地方リテール営業、本社ホールセール営業に従事。その後、2000年3月に同社退社。ホールセール時代、角川書店、バルス等を担当し、後に角川歴彦会長の計らいで宮路武と知り合う。世界初のモバイル向けゲーム制作会社、株式会社ジー・モードの経営に参画し、後に代表取締役に就任。角川、ビックカメラ、バルス、ドコモ・ドットコム等からの資本調達を行いう。株式上場業務、ライセンス取得業務、コンテンツ営業部の創設等、新規事業を統括。YMCAのアドバイザー等も兼務した。
その後、「ユーリーグ社」への融資の焦げ付きに対し、CFOとしての責任を取り、株主総会で再任せず退任。
現在は、個人で「企業コンサルティング」を行う。また、青山学院大学　青山スタンダードにて、「非常勤講師」も行う。
２０１６年は、１部上場企業の新規事業の創設＋人材調達の支援。ゲームプラットフォーマー企業の、オートモーティブ新規事業に対する支援等も手掛ける。